# Tepàievo
Tepàievo (en rus: Тепаево) és un poble de la República de Marí El, a Rússia, que en el cens del 2010 tenia 38 habitants. Pertany al districte rural de Kozmodemiansk.